# Dracula chestertonii
Dracula chestertonii, thường được biết đến với tên the Frog's Skin, là một loài lan.
It was named in honour of the collector Henry Chesterton who discovered this species.

## Hình ảnh

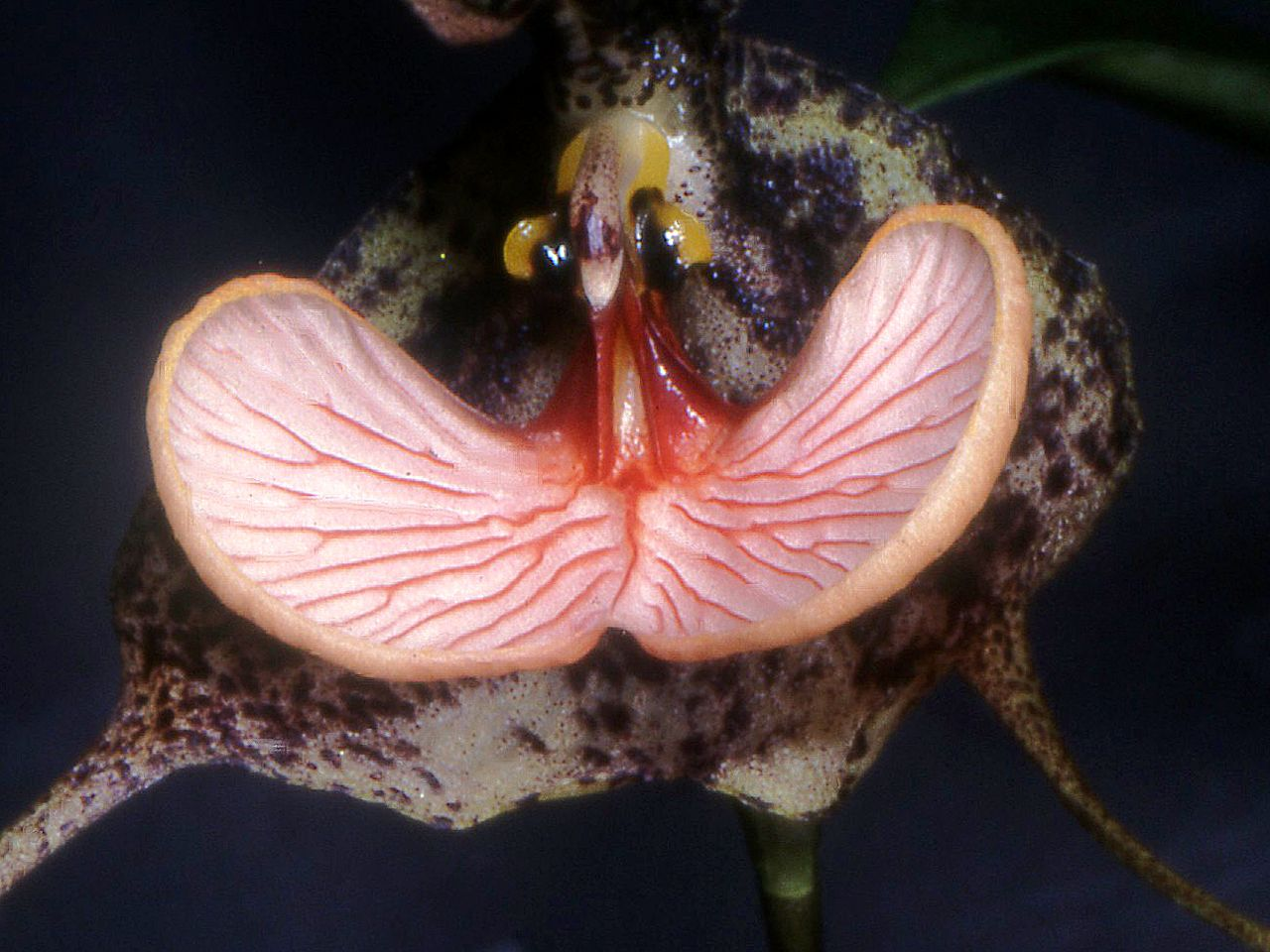